# Wioślarstwo na Letnich Igrzyskach Olimpijskich 1932 – ósemka mężczyzn
Rywalizacja w ósemkach mężczyzn w wioślarstwie na Letnich Igrzyskach Olimpijskich 1932 rozgrywana była między 10 a 13 sierpnia 1932 w Long Beach Marine Stadium.
Do zawodów zgłoszonych zostało 8 osad.

## Wyniki

### Półfinały
Zwycięzca każdego z półfinałów awansował do finału, pozostałe osady awansowały do repasaży.
| Bieg 1  | Bieg 1            | Bieg 1 | Bieg 1 | Bieg 1 |
| Miejsce | Narodowość        | Zawodnik | Czas   | Kwal.  |
| ------- | ----------------- | --- | ------ | ------ |
| 1.      | Włochy            | Mario Balleri, Renato Barbieri, Dino Barsotti, Renato Bracci, Vittorio Cioni, Guglielmo Del Bimbo, Enrico Garzelli, Cesare Milani, Roberto Vestrini         | 6:28,2 | Q      |
| 2.      | Wielka Brytania   | Tom Askwith, David Haig-Thomas, Lewis Luxton, Donald McCowen, Kenneth Payne, John Ranking, Harold Rickett, Bill Sambell, Charles Sergel                     | 6:34,4 |        |
| 3.      | Japonia           | Yoshio Enomoto, Shigeo Fujiwara, Saburo Hara, Kenzo Ikeda, Setsuo Matsura, Taro Nishidono, Toshi Sano, Hidemitsu Tanaka, Setsuji Tanaka                     | 6:43,4 |        |
| 4.      | Brazylia          | Amaro da Cunha, Fernando de Abreu, José de Campos, Vasco de Carvalho, Joaquim Faria, José Mò, Osório Pereira, Cláudionor Provenzano, Antônio Rebello Júnior | 6:52,2 |        |
| Bieg 2  |                   | |        |        |
| Miejsce | Narodowość        | Zawodnik | Czas   | Kwal.  |
| 1.      | Stany Zjednoczone | James Blair, Charles Chandler, David Dunlap, Norris Graham, Duncan Gregg, Winslow Hall, Burton Jastram, Edwin Salisbury, Harold Tower                       | 6:29,0 | Q      |
| 2.      | Kanada            | Donald Boal, Earl Eastwood, Harry Fry, Joseph Harris, Cedric Liddell, George MacDonald, Stanley Stanyar, Albert Taylor, William Thoburn                     | 6:33,2 |        |
| 3.      | Niemcy            | Karl Aletter, Fritz Bauer, Heinrich Bender, Walter Flinsch, Ernst Gaber, Hans-Wolfgang Heidland, Theodor Hüllinghoff, Hans Maier, Gerhard von Düsterlho     | 6:36,8 |        |
| 4.      | Nowa Zelandia     | George Cooke, Delmont Gullery, Lawrence Jackson, Jack Macdonald, Bert Sandos, Charles Saunders, John Solomon, Cyril Stiles, Frederick Thompson              | 6:38,2 |        |

### Repasaże
Zwycięzcy poszczególnych biegów awansowali do finału. Pozostałe osady odpadały z dalszej rywalizacji.
| Bieg 1  | Bieg 1          | Bieg 1 | Bieg 1 | Bieg 1 |
| Miejsce | Narodowość      | Zawodnik | Czas   | Kwal.  |
| ------- | --------------- | --- | ------ | ------ |
| 1.      | Wielka Brytania | Tom Askwith, David Haig-Thomas, Lewis Luxton, Donald McCowen, Kenneth Payne, John Ranking, Harold Rickett, Bill Sambell, Charles Sergel                 | 6:49,0 | Q      |
| 2.      | Nowa Zelandia   | George Cooke, Delmont Gullery, Lawrence Jackson, Jack Macdonald, Bert Sandos, Charles Saunders, John Solomon, Cyril Stiles, Frederick Thompson          | 6:52,2 |        |
| Bieg 2  |                 | |        |        |
| Miejsce | Narodowość      | Zawodnik | Czas   | Kwal.  |
| 1.      | Kanada          | Donald Boal, Earl Eastwood, Harry Fry, Joseph Harris, Cedric Liddell, George MacDonald, Stanley Stanyar, Albert Taylor, William Thoburn                 | 7:03,2 | Q      |
| 2.      | Niemcy          | Karl Aletter, Fritz Bauer, Heinrich Bender, Walter Flinsch, Ernst Gaber, Hans-Wolfgang Heidland, Theodor Hüllinghoff, Hans Maier, Gerhard von Düsterlho | 7:10,6 |        |
| 3.      | Japonia         | Yoshio Enomoto, Shigeo Fujiwara, Saburo Hara, Kenzo Ikeda, Setsuo Matsura, Taro Nishidono, Toshi Sano, Hidemitsu Tanaka, Setsuji Tanaka                 | 7:22,6 |        |

### Finał
| Miejsce | Narodowość        | Zawodnik | Czas   |
| ------- | ----------------- | --- | ------ |
| złoto   | Stany Zjednoczone | James Blair, Charles Chandler, David Dunlap, Norris Graham, Duncan Gregg, Winslow Hall, Burton Jastram, Edwin Salisbury, Harold Tower               | 6:37,6 |
| srebro  | Włochy            | Mario Balleri, Renato Barbieri, Dino Barsotti, Renato Bracci, Vittorio Cioni, Guglielmo Del Bimbo, Enrico Garzelli, Cesare Milani, Roberto Vestrini | 6:37,8 |
| brąz    | Kanada            | Donald Boal, Earl Eastwood, Harry Fry, Joseph Harris, Cedric Liddell, George MacDonald, Stanley Stanyar, Albert Taylor, William Thoburn             | 6:40,4 |
| 4.      | Wielka Brytania   | Tom Askwith, David Haig-Thomas, Lewis Luxton, Donald McCowen, Kenneth Payne, John Ranking, Harold Rickett, Bill Sambell, Charles Sergel             | 6:40,8 |